# Doubt tour at NHK hall -last live 1997-
『Doubt tour at NHK hall -last live 1997-』（だうと・つあー・あっと・えぬえいちけーほーる　らすとらいぶ1997）は、日本のロックバンド・L⇔RのライブDVD。2017年8月18日にポニーキャニオンより発売。

## 概要
- 1997年6月29日にNHKホールで行われた『Doubt tour』の最終公演を収録。
- 前作『live at Budokan Let me Roll it! tour 1996』同様、黒沢健一が生前実家で発見したビデオテープを編集したものである[1]。
- 本公演を最後にバンド活動は休止期間に入り、以後再結成されることはなかったため、L⇔Rとして行ったライブとしては最後のライブになってしまった。
- 健一の没後の作品であるため、DVDのカバー裏に『Dedicated to memories of KENICHI KUROSAWA』の文が記されている。

## 収録曲
1. TALK SHOW
2. TUMBLING DOWN/恋のタンブリングダウン
3. LAZY GIRL
4. KNOCKIN'ON　YOUR  DOOR
5. HELLO IT'S ME
6. アイネ・クライネ・ナハト・ミュージック
7. STRANDED
8. NICE TO MEET YOU
9. First Step
10. そんな気分じゃない
11. FLYING
12. 僕は君から離れてくだけ
13. 直線サイクリング
14. STAND
15. ＭUSIC JAMBOREE`95
16. 7Voice
17. HANGIN`AROUND
18. LAND OF RICHES
19. GAME
20. BYE
21. CHINESE SURFIN`
22. CRUSIN`50～90`
23. BLUE SUEDE SHOES　（encore）
24. KANSAS CITY~HEY HEY HEY HEY （encore）

## 参加ミュージシャン
- L⇔R
  - 黒沢健一 （ボーカル.ギター）
  - 黒沢秀樹（ギター,ボーカル）
  - 木下裕晴（ベース）
- 遠山裕（キーボード）
- 古田たかし（ドラム）
- 菊池真義（ギター）
- 増本直樹（キーボード.ブルースハープ）